# 糟野雅治

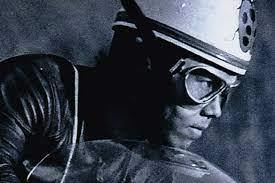

糟野 雅治（かすの まさはる、1949年8月27日 - ）は、京都市伏見区出身の元オートバイ･ロードレーサ－である。

## 経歴
トレードマークはテントウムシのヘルメットと下駄。
1949年、京都市伏見区に生まれる。10歳頃に原付自転車に乗ったことや、同級生に誘われ軽三輪に乗っていたことからエンジン付きの乗り物に興味をもっていた。中学に進級し、HONDA　CS92（125cc）を手に入れた。
1965年、第3回MFJ鈴鹿ロードレースを観戦するなどし、ロードレースへの興味が高まっていった。鈴鹿サーキットを走行するためにYAMAHA TWIN90を購入。翌年1966年にはMFJへ加入をし、同年10月、17歳でレース活動開始。糟野自身初となる鈴鹿での2時間耐久レースに参戦を決めた。当初は 藤村文夫とチームを組み走行する予定だったが、AT90にて一人で参戦。スタッドボルトの破損などのトラブルに見舞われ散々の結果ではあったが、より一層レースへと気持ちが向いていくきっかけとなった。

1967年、鈴鹿全日本選手権スプリントジュニアクラスへHONDA RSCでエントリー。同クラスのエントリーライダーの大半がファクトリーライダーを占める中、予選で5～6番となった。雨が降る中での決勝戦では、ファクトリーライダーを押さえ3位にランクイン。後に”雨の糟野”として、雨が得意なライダーとなるきっかけのエピソードとなった。のちに漫画バリバリ伝説でも雨の糟野として描かれている。

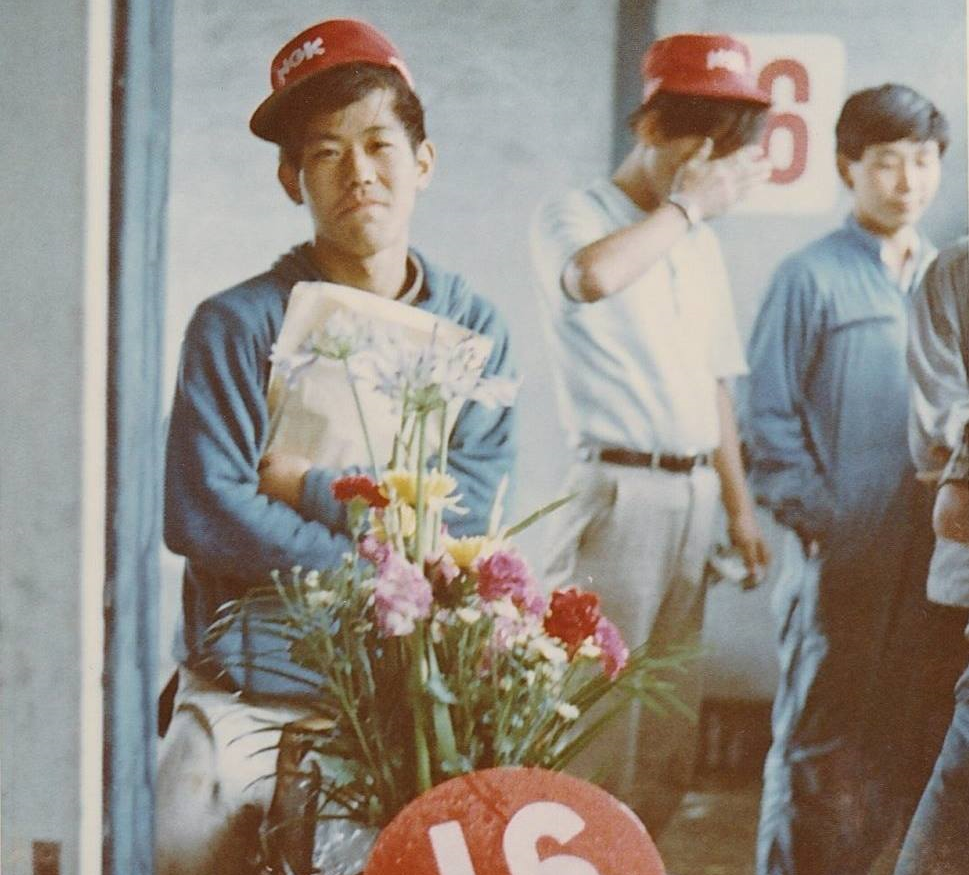
1967年　鈴鹿全日本選手権スプリントジュニアクラスにて

1968年、19歳になった糟野は大きな転倒がきっかけにスランプに陥る。この年に後に夫人となる壽子と出会う。河崎裕之からプレイメイト・レーシング入りの誘いがあったが、自身でチームを率いたい気持ちが強く後に著名なレースカメラマンとなる木引繁雄などを代わりにプレイメイトへ紹介し、二人が加入した。翌年は糟野自身も加入をし、レーストレーニングに打ち込む。当時のチームは、ロード部門が河崎と糟野、モトクロス部門には吉村太一、岩尾一敏が所属していた。
1970年、全日本ロードレース250cc ジュニアクラスにエントリーし、同年チャンピオンを獲得した。。2位にランクインしたのが後の親友となる根本健だった。

ヤマハニュース,JPN,No.86,1970年,8月,8月号
1971年、MFJ最優秀選手賞を受賞し、MFJより贈られたヨーロッパ派遣の機会にてヨーロッパを周遊した。この時に、グランプリ史上初めて125cc、250cc、500ccの3クラスでワールドチャンピオンを獲得したフィル・リードの自宅に3ヶ月ほど滞在するなど交流を深め、ヨーロッパのレース文化に強く惹かれた。
1972年、ヨーロッパから帰国後はヤマハ・TR3レーサーを購入し、鈴鹿で開催された全日本選手権に参戦。予選を1位で通過すると、決勝でも3位に入る。プライベートライダー（市販車）でワークスライダーに勝利したことで、国内4メーカーのワークスライダーへの勧誘を受け、糟野は条件が最も合致していたヤマハと契約を結んだ。

### 日本初のプライベートチームを結成、スポンサーと賞金レース文化を日本に根付かせる
1970年代当時、日本ではレース参戦には費用がかかる反面、レースで優勝しても賞金が得られない実情があった。ワークスライダーは契約金により生計を立てられたが、プライベートライダーは自らスターティングマネーなど全ての費用を個人で捻出する必要があり、参戦へは費用面で大きな壁があった。一方、ヨーロッパでは車体に企業のステッカーを貼ることでスポンサー金を得るなどして多くのプライベートレーシングチームが活躍している様子をヨーロッパ周遊で目にしており、糟野は日本での展開を考えた。
そこで、1972年に根本健と日本で初となるプライベートレーシングチーム『Flying Dolphin』を設立した。日本での2輪賞金レース開催へ向けてMFJやMCFAJと交渉を行い、MCFAJの協力を得て1972年7月にむつ湾サーキットで2輪で初めてとなる賞金レースが開催された。また、2輪レースでスポンサーを獲得する活動を糟野と根本が初めて行った。自ら企業へ足を運び、ステッカー貼り付けなどのスポンサー契約を交渉し、南海部品から支援を獲得した。翌年、山田純がFlying Dolphinに加入した。
1974年、国産車の販売・修理をおこなうカスノモーターサイクル（CASUNO MOTORCYCLES)を創業した。創業当時、二輪業を営む大半の店は店舗名を「○○モータース」としていたが、ヨーロッパでは「モーターサイクル」がスタンダードだった。また、糟野【英字 KASUNO】がヨーロッパ人にとっては「キャスノ」と発音されていた為、企業名は【CASUNO】と命名した。ヨーロッパで目にし、体験したことを率先して店づくりに取り入れた。
1978年、第1回鈴鹿インターナショナル8時間耐久オートバイレースにモリワキから参戦する。鈴鹿8耐は1977年に「鈴鹿6時間耐久オートバイレース」として開催され、翌年1978年に国際格式の耐久レースとなった。糟野が所属したチームは、マシントラブルによって途中リタイアとなった。同年参戦していたライダーの中には和歌山利宏や和田正宏がおり、後年まで交流が続いている。また、第1回からは国際規格ということで海外の名ライダーも参戦、グレーム・クロスビーとも鈴鹿8耐をきっかけに交流がある。
- 1991年に自社開発･製造のカスタムパーツ『AELLA』[6]を立ち上げ、海外展開を手がける。
- 1999年ビューエルX1にてイベント・レースに参戦
- 2001年ビューエルX1にてデイトナ参戦
- 2002年、関西初のビッグストア（DUCATI KYOTO）をオープンする。
- 2014年、MOTORRAD CASUNO（モトラッドカスノ）をオープンする。

## 戦績
- 1970年 - 全日本ロードレース選手権ジュニア250ccクラス、ランキング1位 [3]